# Till Buhoglindă (film)

Afișul original al filmului

Till Buhoglindă (în franceză Les Aventures de Till L'Espiègle, în germană Die Abenteuer des Till Ulenspiegel) este un film de aventuri regizat de Gérard Philipe după un scenariu de René Barjavel. Este o coproducție franco-est-germană și a avut premiera în 1956. Coloana sonoră este compusă de Georges Auric[*].
Este bazat pe cartea Năzdrăvăniile lui Till Eulenspiegel (Till Buhoglindă) de Charles De Coster.

## Prezentare
În secolul al XVI-lea, populația provinciei olandeze Flandra este ocupată de spanioli. Soldații lui Filip al II-lea jefuiesc și ucid populația.  Till decide să lupte pentru libertatea populației flamande. 

## Distribuție
Rolurile principale au fost interpretate de actorii:

- Gérard Philipe : Till Buhoglindă
- Jean Vilar : ducele de Alba
- Fernand Ledoux : Claes, semănătorul
- Nicole Berger : Nèle
- Jean Carmet : Lamme
- Jean Debucourt : cardinalul
- Erwin Geschonneck : Braț de Oțel
- Wilhelm Koch-Hooge : prințul de Orania
- Georges Chamarat : Simon Praet
- Raymond Souplex : Grippesous
- Françoise Fabian : Esperanza
- Elfriede Florin : Soetkin
- Gabrielle Fontan : bunica
- Margaret Legal : Katheline
- Félix Clément : comandantul
- Robert Porte
- Roland Piétri
- Alexandre Rignault
- Henri Nassiet
- Henri Marchand
- Roger Monteaux
- Lucien Callamand
- Jacky Blanchot
- Joe Davray
- Yves Brainville
- Évelyne Lacroix

## Vezi și
- Listă de filme străine până în 1989
- Listă de filme de aventură din anii 1950